# Omoadiphas
Omoadiphas — рід змій родини полозових (Colubridae). Представники цього роду є ендеміками Гондурасу.

## Опис
Представники роду вирізняються відсутністю переднього скроневого щитка і розділеним клоачним щитком. У них 17 рядів гладких спинних лусок, відносно велике число черевних щитків (170) і мале підхвостових — (24). Рід належить до групи дрібних напівриючих змій, що полюють на безхребетних тварин.

## Види
Рід Omoadiphas нараховує 3 види:
- Omoadiphas aurula G. Köhler, Wilson & McCranie, 2001
- Omoadiphas cannula McCranie & Cruz Díaz, 2010
- Omoadiphas texiguatensis McCranie & Castañeda, 2004